# Ippodamo (Iliade)
Ippodamo (greco antico: Ἰππόδαμος) è un personaggio dell'Iliade (XI, v. 355). Fu un guerriero troiano.
Ippodamo fu ucciso da Ulisse in un'azione bellica descritta nel libro XI dell'Iliade relativo alle Gesta di Agamennone.
()